# Passo di Verva
Der Gebirgspass Passo di Verva ist 2314 m s.l.m. hoch und liegt in den Livigno-Alpen, Italien. Er verbindet Bormio im Norden über eine Schotterpiste mit Grosio im Süden. Der Pass ist nicht für den motorisierten Verkehr freigegeben.